# MR UR-100
Die MR UR-100 (oft auch: UR-100MR) ist eine Interkontinentalrakete (GRAU-Index: 15A15) mit nuklearen Mehrfachsprengköpfen, die in der Sowjetunion entwickelt wurde. Der NATO-Codename lautet SS-17 Spanker. Der Systemindex der russischen Streitkräfte lautet RS-16A Sotka.

## Entwicklung
Die UR-100MR entstand als Nachfolgesystem der UR-100 (NATO-Code:SS-11 Sego). Sie wurde 1975 bei den sowjetischen Raketentruppen eingeführt. Das neue System wurde zur Bekämpfung von verbunkerten Zielen, wie Raketensilos und Kommandobunkern konzipiert. Insgesamt wurden 150 Systeme hergestellt. Sämtliche Raketen waren in ehemaligen Silos der Vorgängerversion UR-100 stationiert. Weil die UR-100MR länger als ihre Vorgänger waren, konnte ihre Spitze zur Seite geklappt werden. Unmittelbar vor dem Start wurde die Lenkwaffenspitze aufgerichtet.

## Technik
Alle Versionen waren zweistufige Raketen mit Flüssigkeitstriebwerk. Als Treibstoff verwendete die UR-100MR wie das Vorgängermodell UR-100 bzw. die auch aus dem OKB Jangel stammende R-36M die flüssigen und lagerfähigen UDMH als Treibstoff und Distickstofftetroxid als Oxidator. Die Sprengköpfe waren auf einem sog. Post-Boost-Vehicle (PBV) als Bus montiert. Die Steuerung der Rakete erfolgte durch eine Trägheitsnavigationsplattform. Es wurde eine Treffgenauigkeit (CEP) von 450 m bis 900 m erreicht.
Bei der UR-100MR wurde als erste ihrer Art das „kalte“ Startverfahren angewendet. Dabei wird die Lenkwaffe mittels Pressluft aus dem Silo ausgestoßen. Das Triebwerk zündet während dieses Initialvorganges außerhalb des Silos. Mittels dieser Technologie wird Treibstoff gespart und eine Beschädigung des Silos vermieden.
Neben den Nukleargefechtsköpfen konnte die MR UR-100 auch mit einem Gefechtskopf mit chemischem Kampfstoff bestückt werden. Dieser 9-A-707-Gefechtskopf (russisch ПАС-2000СУ , PAS-2000SU) war mit 1945 kg verdicktem VX (russische Bezeichnung VR-33) beladen. Für die MR UR-100 standen insgesamt 118 dieser Gefechtsköpfe bereit.

## Status
1986 waren SS-17 im Raum Kostroma sowie bei Osjorny (Jedrowo) stationiert. Das letzte System wurde 1997 ausgemustert.